# Фогель, Людвиг Лаврентьевич
Людвиг (Лев) Лаврентьевич (Иоганн Людвиг Андреас) Фогель (нем. Johann Ludwig Andreas Vogel; 1771—1840) — немецкий и российский медик и педагог; ординарный профессор Казанского университета по кафедре «врачебного веществословия» (materia medica — фармация и факмакогнозия); доктор медицины.

## Биография
Иоганн Людвиг Андреас Фогель родился 6 января 1771 года в городе Арнштадте. С 1791 года изучал медицину в Йенском университете и там же получил (1794) степень доктора медицины и хирургии, представив диссертацию «De fatuitate». 
С 1802 года он издавал медицинский журнал «Gesundheitszeitung», а с 1814 — другой, под названием «Hygaea». Проживал в разных городах Германии, занимаясь медицинской практикой, а в 1818 году переселился в Российскую империю и занял место окружного врача в Эстляндской губернии.
В 1821 году Фогель был признан Санкт-Петербургской Медико-хирургической академией доктором медицины и в августе следующего года был назначен ординарным профессором в Казанский университет по указанной выше кафедре, но в конце того же года преподавал также хирургию. 8 июля (избран 13 июня) 1823 года был утверждён деканом отделения врачебных наук и оставался в этой должности до июля 1825 года; с 15 июня 1834 до июня 1835 года вновь занимал этот пост. 
В 1830 году, вместе с А. Е. Лентовским, он проводил исследование воды Сергиевских минеральных источников. 
В 1831 году Л. Л. Фогель состоял членом комиссии для исследования холеры в Саратовской губернии и за содействие по её прекращению удостоился Высочайшего благоволения. 
В 1837 году, по случаю преобразования Казанского университета по новому уставу (1835), Людвиг Лаврентьевич Фогель был отправлен в отставку и выехав за границу, поселился в Готе, где и умер 3 сентября 1840 года. Его сын Густав стал юристом и проработал в Казанском университете тридцать лет.
До своего приезда в Россию он издал следующие сочинения: «Diätetisches Lexicon oder theoretischpraktischer Unterricht über Nahrungsmittel» etc., Erfurt, 1800—1803, 3 тома; «Vollständiges Lehrbuch der medicinischen und chirurgischen Geburtshülfe», Erfurt, 1802; «Die Heilkunst der Wunden, Fracturen, Gliederstümpfe und Verbrennungen», Gotha, 1817; «Heilkunst der Krätze, der Flechten und des Aussatzes», Gotha, 1818, и др.